# Теофіл Готський
Теофі́л Го́тський (лат. Theophilus (Theophilas, Theophilos) Gothiae; грец. Θεόφιλος) — готський єпископ (325—341) з української Готії. Учасник Першого Нікейського собору, один із підписантів нікейського Символу Віри. Згадується у пізніших списках учасників Собору: в «Антиохійському Синодиконі» VI століття та колекції сирійських перекладів, що містять перелік 220 єпископів Нікейського Собору. На Соборі був присутній разом із іншим готським єпископом — Кадмом Боспорським з Криму; за іншими джерелами — з наступником Ульфілою. Ймовірно, обидва готські єпископи перебували під юрисдикцією Константинопольського патріарха. У списку Гардуена XVIII століття названий архієпископом (митрополитом). Також — Феофіл, Теофіл Боспоританський (лат. Theophilus Bosphoritanus), Теофіл Скіфський.

## Єпископство
Точне місце знаходження єпископства Теофіла невідоме. Більшість істориків припускають, що він служив готським християнським громадам у Північному Причорномор'ї: у низов'ях Дунаю (українська Одещина, румунська Добруджа), або в Криму. 
Згідно з «Церковною історією» Сократа Схоластика, учнем Теофіла Готського був готський єпископ Ульфіла; оскільки останній перебував серед візиготів, його єпископською катедрою (як і катедрою його попередника) міг бути Томіс (румунська Констанца). 
Іншим учнем Теофіла був Микита Готський, великомученик. 